# Notosuchus

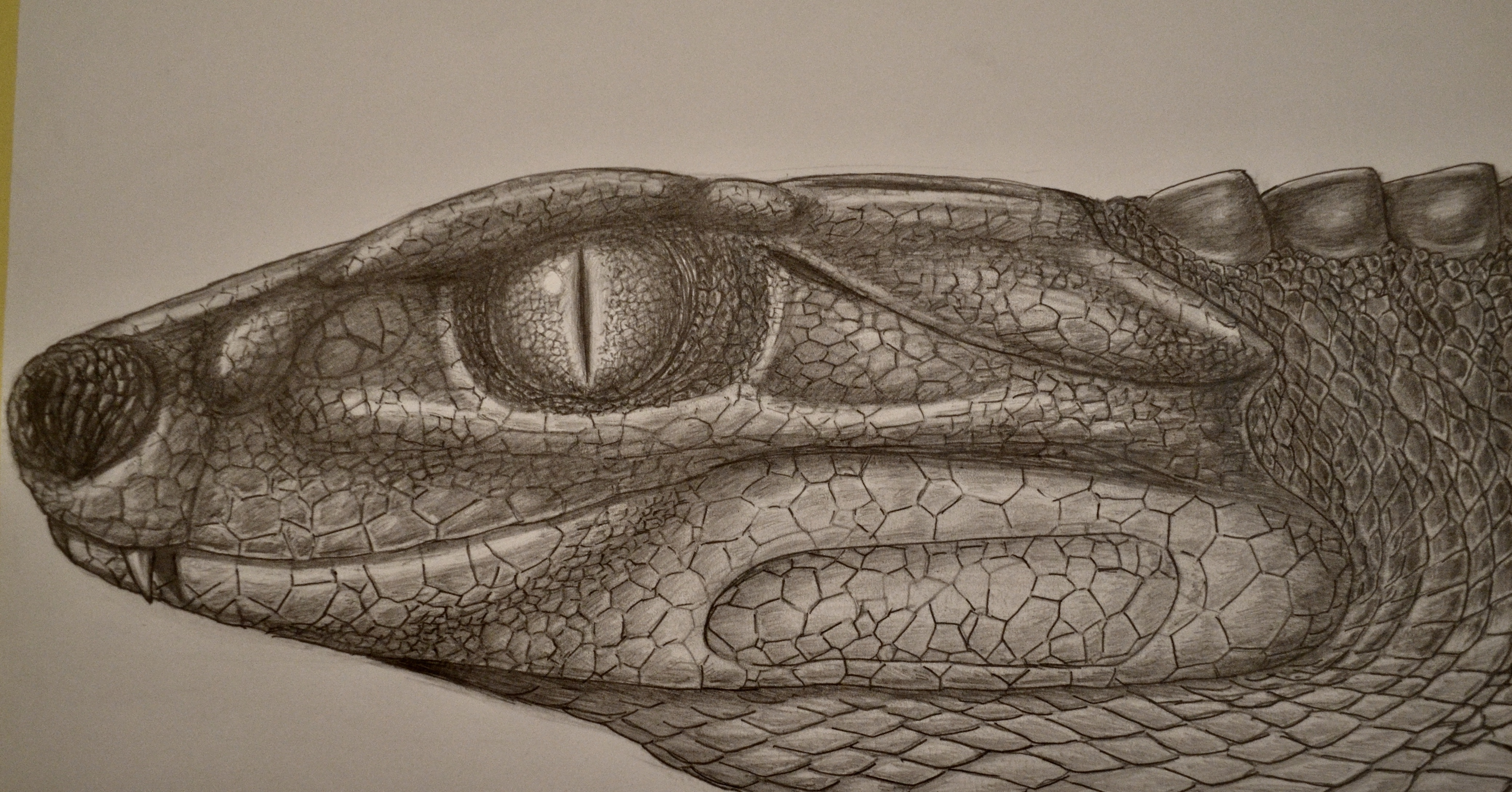

Notosuchus (gr. “cocodrilo meridional") fue uno de los primeros géneros de crocodilomorfos notosúquidos descripto en América del Sur. Sus restos se han encontrado en la Formación Bajo de la Carpa que aflora en la ciudad de Neuquén, provincia de Neuquén, Patagonia Argentina. Se trataba de animales terrestres que vivieron hace aproximadamente 85 millones de años, durante la época del Coniaciense o el Santoniense, en el Cretácico Superior. La especie fue originalmente descripta por Woodward  en 1896.

## Características generales
Notosuchus era relativamente pequeño, el análisis de diferentes aspectos craneanos (neumaticidad, ontogenia, articulación cráneo-mandibular, dentición) y postcraneanos (postura corporal), permitió inferir un modo de vida con adaptaciones al medio terrestre, con una postura erguida, con movimiento mandibular propalinal, y hábitos omnívoros o incluso herbívoros. Su cráneo era triangular en vista dorsal, el hocico era alto, cuadrangular en sección transversal, con fosas nasales externas anteriores. Se caracterizó por la presencia de una dentición heterodonta con una amplia gama de morfologías en sus dientes posteriores. Esta característica ha llevado a algunos autores a inferir la presencia de mecanismos de alimentación que contrastan con los de otros grupos de crocodiliformes (incluidos los crocodilianos actuales). La heterodoncia en los crocodilomorfos basales y Mesoeucrocodylia era lo más habitual. Estos presentaban una gran variedad de morfologías dentarias, sin duda relacionadas con sus diferentes funciones, estrategias nutricionales y tipos de dieta.

## Filogenia
Notosuchus terrestris fue descripto por primera vez por Woodward (1896), sin designar un ejemplar holotipo, este dio una descripción que incluyó información anatómica del cráneo, mandíbula, dientes y del postcráneo fragmentario, haciendo énfasis en los hábitos terrestres inferidos para la especie. Dollo (1914) asignó el género Notosuchus a una nueva familia de “Mesosuchia”, Notosuchidae, en la cual posteriormente también incluyó lo géneros de notosúquios Araripesuchus Price (1959) y Uruguaysuchus Rusconi (1933). Dolgopol de Sáez (1957) describió una nueva especie del género, Notosuchus lepidus, a partir de un cráneo parcial de la misma localidad y nivel geológico que N. terrestris. En 1971, Gasparini asignó al “Infraorden” Notosuchia las familias Uruguaysuchidae (con los géneros Araripesuchus y Uruguaysuchus), y Notosuchidae (con Notosuchus). También designó el especimen de Woodward (1896) como el lectotipo de N. terrestris, y refirió a esta especie más de 20 especímenes, todos pertenecientes a la misma localidad. También consideró N. lepidus como sinónimo de N. terrestris, y dio una descripción general de su anatomía craneana y mandibular. Bonaparte (1991), amplió la descripción de la anatomía craneana de Notosuchus, y a partir de características del basicráneo consideró a Notosuchia como un infraorden de Protosuchia. El estudio de la morfología dental realizado por Lecuona y Pol en 2008 aporto nueva información para proporcionar evidencia de las afinidades filogenéticas entre los notosuquios, identificar una combinación diagnóstica de caracteres dentales para este taxón e inferir aspectos funcionales de este taxón. Los dientes de Notosuchus comparten tres caracteres derivados con Mariliasuchus amarali y Sphagesaurus huenei del Cretácico Superior de Brasil, lo que respaldo las sugerencias que presentan a estos tres taxones como más estrechamente relacionados entre sí que con otros crocodiliformes. Un artículo publicado en 2008 por Fiorelli y Calvo describió nuevos restos de la especie tipo N. terrestris. El estudio del cráneo y el postcraneal ofrecio nueva información que permitió comprender y confirmar sus relaciones con los miembros notosuquios y los restantes grupos crocodiliformes. Los resultados del análisis filogenético demostraron la monofilia de Notosuchia, lo que reforzó los estudios previos realizados sobre el grupo. Además, confirmo las estrechas relaciones existentes entre los taxones de Argentina, Brasil y China.